# ボリス・パパンドプロ
ボリス・パパンドプロ（Boris Papandopulo、1906年2月25日 - 1991年10月16日）は、クロアチアの作曲家、指揮者。

## 生涯
ドイツのバート・ホンネフにて、ギリシア系貴族の父コンスタンティンとオペラ歌手の母マヤ・ストロッツィの間に生まれた。ザグレブで育ち、ザグレブ音楽院と新ウィーン音楽院で作曲と指揮を学んだ。スプリト、リエカ、ザグレブ、サラエヴォなど各地の歌劇場で音楽監督を務めるかたわら、およそ440曲の作品を残した。
作品は新古典主義音楽にクロアチアの民俗音楽とジャズの要素を融合したものである。

## 作品

### 管弦楽
- 弦楽のためのシンフォニエッタ（1938）
- バッハへのオマージュ（1972）
- シンフォニア・ブレヴィス（1984）

### 協奏曲
- コントラバスと弦楽のための協奏曲（1968）
- パーカッション協奏曲（1969）
- ピアノと弦楽のための協奏曲
- ハープシコード協奏曲

### 室内楽曲
- クラリネット四重奏曲（1960）
- フルートとハープシコードのための対話
- ファゴットとピアノのための悲歌
- 4つのトロンボーンのための小組曲
- ヴァイオリンとピアノのためのソナタ（1963）

### 器楽曲
- ヴァイオリン独奏のためのモノローグ
- チェロ独奏のための狂詩曲（1987）
- ギターのための3つのユーゴスラビア舞曲
- ピアノのためのパルティータ
- オルガンのためのパッサカリア

## 文献
- Kovacevic К. Hrvatski kompozitori i njihova djela. — Zagreb, 1960. — S. 358-81.
- Музыкальная энциклопедия. / Под ред. Ю. В. Келдыша. — М.: Советская энциклопедия, Советский композитор, 1973—1982.